# Peugeot 905
El Peugeot 905 fue un sport prototipo presentado y desarrollado en 1990. El coche ganó las 24 Horas de Le Mans en 1992 con el equipo de Derek Warwick, Yannick Dalmas y Mark Blundell. Esta victoria fue seguida en 1993 por el equipo de Geoff Brabham, Christophe Bouchut y Éric Hélary, en el 905B. Además de eso, el coche ganó un título de pilotos y equipos en el campeonato mundial en 1992.

## Historia

### Comienzo
El Peugeot 905 usaba un chasis de fibra de carbono diseñado por Dassault y un ligero motor V10 SA35-A1 de aspiración natural de 3499 cc que era similar a los de Fórmula 1 de su tiempo. El auto fue construido en la sede de Peugeot Talbot Sport en Vélizy-Villacoublay en las afueras de París y oficialmente presentado el 4 de julio de 1990 en el Circuito de Nevers Magny-Cours con Jean-Pierre Jabouille al mando. Hizo su debut en las últimas fechas del mundial de resistencia de 1990, con Jabouille y Keke Rosberg compartiendo volante.
Aunque era más lento que los prototipos del grupo C contemporáneos, fue más rápido que los otros prototipos de 3.5 litros los cuales corrieron en el campeonato.
Otras características que hicieron tan exitoso al Peugeot 905 son su bajo peso de apenas 750 kg., el embrague: tridisco de carbono, los frenos a discos ventilados de carbono y los neumáticos especialmente desarrollados por Michelin. Las dimensiones del 905 son 4.800 mm de largo, 2.800 mm entre ejes, 1.960 mm de ancho y 1.040 mm de alto.
El carrozado lucía un sector frontal con rasgos de diseño muy similares a los de los Peugeot de calle de aquella época, especialmente los faros triangulares y alargados más la pequeña parrilla central con el logo del león.

## 1991
El 905 empezó su primera temporada completa en el campeonato de 1991. A pesar de ser un auto más rápido que el modelo de 1990, los duramente perjudicados del Grupo C que fueron permitidos correr, sufrieron algunos problemas de rendimiento y de fiabilidad, crucialmente el auto era mucho más lento que el Jaguar XJR-14, que marcaba los tiempos de muchos autos de F1 contemporáneos (a excepción de Williams y McLaren que les sacaba dos o tres segundos por vuelta).
El auto sin embargo tuvo una victoria de suerte en Suzuka. Desafortunadamente en las 24 Horas de Le Mans, ambos autos no superaron las cuatro horas.
Para contener el Jaguar en las carreras restantes, el 905 fue duramente revisado, principalmente en la aerodinámica. Llevando sólo la cabina del coche anterior, se creó el 905B evolucionado. Con los notables cambios que consistían en dos alerones traseros y un alerón delantero opcional de ancho completo, más un motor SA35-A2 más potente, hizo su debut en Nurburgring. Esos avances permitieron al equipo terminar el año ganando en Magny Cours y en Ciudad de México bajo el uno-dos, más terminado en segundo lugar general del campeonato de constructores.

## 1992

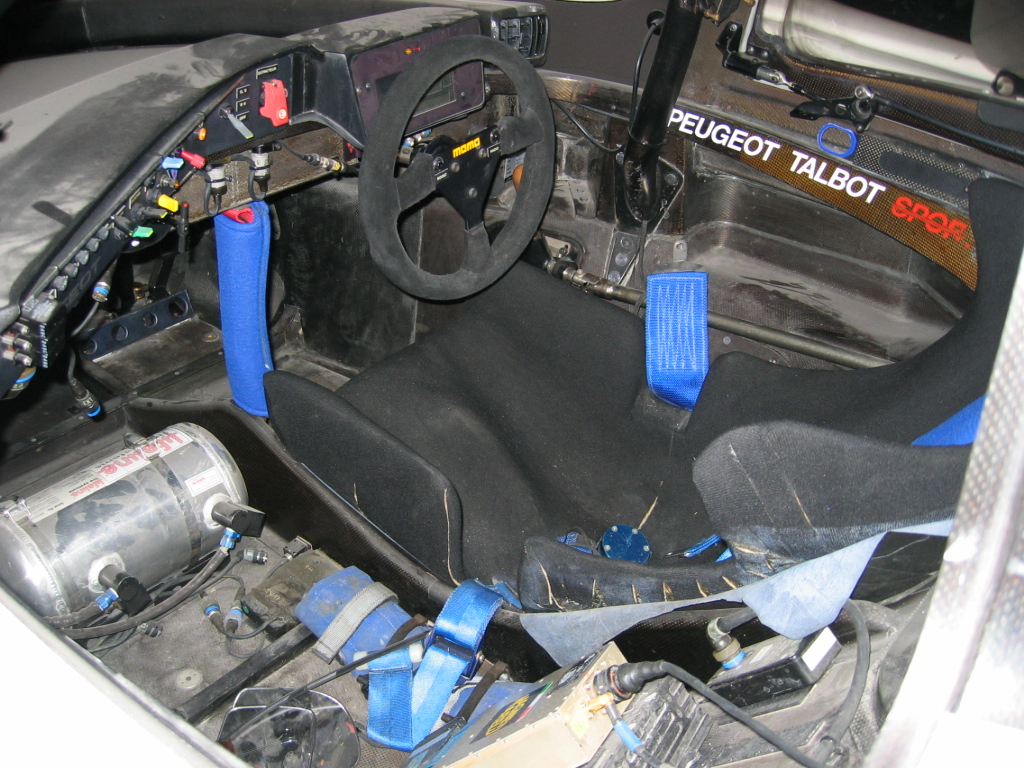
Cockpit

En 1992, el 905 B se convirtió en uno de los dos equipos oficiales involucrados en el campeonato de 1992 junto con Toyota quien compitió con su TS010. Esto significó que en las 24 Horas de Le Mans se mostrara una dura competencia entre los autos del Grupo C. El 905 B fue exitoso entregando dos de los autos en la primera y tercera posición.

## 1988 fue el mejor año para Peugeot

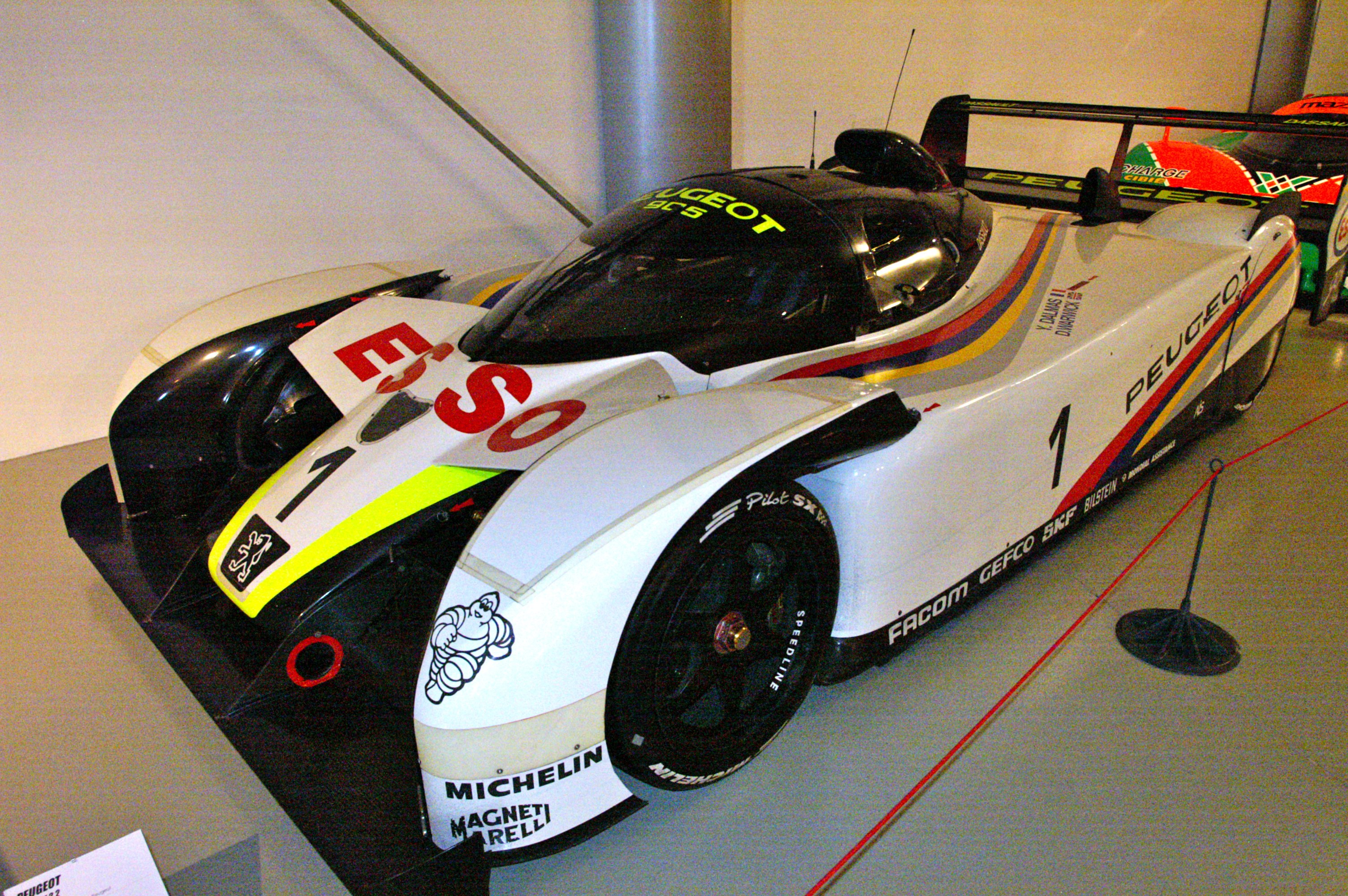
Peugeot 905 Evo2 en el Museo Peugeot

En noviembre de 1988, después de dominar el Rally París-Dakar, Peugeot anunció su participación en el Campeonato Mundial de Automóviles Deportivos en automóviles del grupo C. La máquina construida para este propósito fue la 905. Fue desarrollada por el ingeniero André de Cortanze, quien estuvo involucrado en la F1 y otros desarrollos de autos de carrera, quien también diseñó el 205T16 para el París-Dakar.

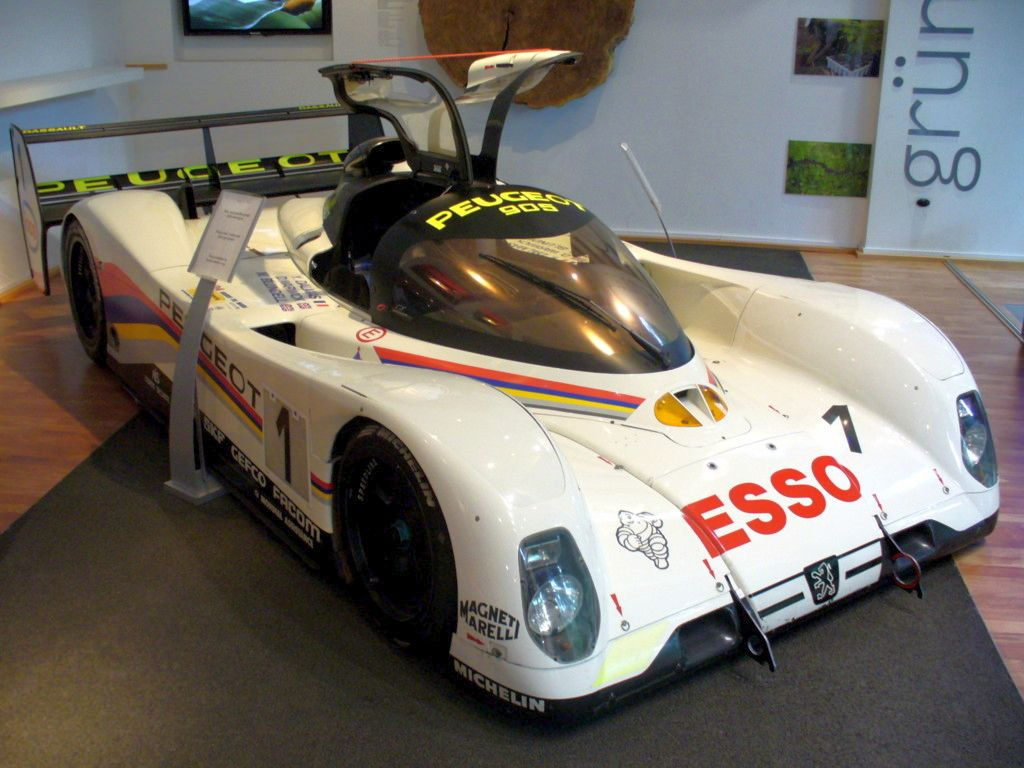
El Peugeot 905B evo1Ter con el que ganó las 24 horas de Le Mans en 1992 y 1993

## 1993
En 1993, el campeonato cesó. Sin embargo, antes de su cancelación, Peugeot comenzó el desarrollo de un 905 Evolution 2 para competir en la temporada de 1993. El auto se probó en las prácticas de la última ronda de la temporada de 1992 y nunca se usó, dejando a Peugeot concentrarse exclusivamente en las 24 Horas de Le Mans de 1993 con el Evo 1Ter. Estos hicieron una histórica victoria marcando las tres primeras posiciones. Después de este dominio, el proyecto del Peugeot 905 B terminó para seguir en la Fórmula 1 en 1994, marcando el fin de Peugeot en Le Mans empezando con WM en 1982 como suministrador de motores y terminando esa asociación en 1990.

### Resultados en las24 Horas de Le Mans
- 1991 (Peugeot 905 Evo 1)
  - Baldi - Alliot - Jabouille (5), abandono (motor)
  - Dalmas - Rosberg - Raphanel (6), abandono (transmisión)

- 1992 (Peugeot 905 Evo 1 bis)
  - Dalmas - Warwick - Blundell (1), campeón
  - Baldi - Alliot - Jabouille (2), tercero
  - A. Ferté - Van de Poele - Wendlinger (31), abandono (motor)

- 1993 (Peugeot 905 Evo 1 ter)
  - Bouchut - Hélary - Geoff Brabham (3), campeón
  - Dalmas - Boutsen - Fabi (1), subcampeón
  - Baldi - Alliot - Jabouille (2), tercero

### Resultados en otras carreras
- Suzuka 1991:
  - Baldi - Alliot, primero

- Magny Cours 1991:
  - Rosberg - Dalmas, primero
  - Baldi - Alliot, segundo

- México 1991:
  - Rosberg - Dalmas, primero
  - Baldi - Alliot, segundo

- Silverstone 1992:
  - Warwick - Dalmas, primero

- Donington 1992:
  - Baldi - Alliot, primero
  - Warwick - Dalmas, segundo

- Suzuka 1992:
  - Warwick - Dalmas, primero
- Magny Cours 1992:
  - Baldi - Alliot, primero
  - Bouchut - Hélary, segundo

## Especificaciones

### Planta motriz
- Potencia máxima 905 Evo 1: 670CV (493 kW) / 12500 rpm.
- Potencia máxima 905 Evo 1 bis: 670CV (493 kW) / 12500 rpm.
- Potencia máxima 905 Evo 1 ter: 670CV (493 kW) / 12500 rpm.
- Potencia máxima 905 LM: 650CV (478 kW) / 11000 rpm.

- Potencia específica 905 Evo 1: 191,48CV/L.
- Potencia específica 905 Evo 1 bis: 191,48CV/L.
- Potencia específica 905 Evo 1 ter: 191,48CV/L.
- Potencia específica 905 LM: 185,77CV/L.

- Par máximo 905 Evo 1: N.D.
- Par máximo 905 Evo 1 bis: N.D.
- Par máximo 905 Evo 1 ter: N.D.
- Par máximo 905 LM: N.D.

- Par específico 905 Evo 1: N.D.
- Par específico 905 Evo 1 bis: N.D.
- Par específico 905 Evo 1 ter: N.D.
- Par específico 905 LM: N.D.

- Régimen máximo 905 Evo 1: 13000 rpm.
- Régimen máximo 905 Evo 1 bis: 13000 rpm.
- Régimen máximo 905 Evo 1 ter: 11500 rpm.
- Régimen máximo 905 LM: 11500 rpm.

### Transmisión
- Tipo: Trasera
- Embrague: tridisco en carbono.

### Carrocería
- Puertas tipo ala de gaviota.
- N.º de plazas: 1
- Depósito: 100 l
- Longitud: 4,80 m
- Batalla: 2,80 m
- Ancho: 1,96 m
- Altura: 1,04 m
- Peso: 750 kg por reglamento (780kg LM).
- Frenos: discos ventilados en carbonos del/tras.

### Prestaciones
- Velocidad máxima 905 Evo 1: N.D.
- Velocidad máxima 905 Evo 1bis: 380 km/h (medidos en los entrenamientos de 1992 en la Droite des Hunaudières)
- Velocidad máxima 905 Evo 1ter: 380 km/h (medidos en la carrera de 1993 en la Droite des Hunaudières)
- Velocidad máxima 905 LM : 310 km/h

- Aceleración 905 Evo1: N.D.
- Aceleración 905 Evo1bis: N.D.
- Aceleración 905 Evo1ter: N.D.
- Aceleración 905 LM: N.D.